# Општина Карбинци
Општина Карбинци је једна од 11 општина Источног региона у Северној Македонији. Седиште општине је истоимено село Карбинци.

## Положај
Општина Карбинци налази се у средишњем делу Северне Македоније. Са других страна налазе се друге општине Северне Македоније:
- север — Општина Чешиново-Облешево
- североисток — Општина Зрновци
- исток — Општина Виница
- југоисток — Општина Радовиште
- југ и запад — Општина Штип
- северозапад — Општина Пробиштип

## Природне одлике
Рељеф: Највећи део општине Карбинци налази се у долини реке Брегалнице, која је плодна и насељена, док се јужни део општине уздиже и планински појас планине Плачковице.
Клима у општини влада умерено континентална клима.
Воде: Брегалница је најзначајнији водоток у општини. Сви мањи водотоци се уливају у ову реку.

## Становништво
Општина Карбинци имала је по последњем попису из 2002. г. 4.012 ст., од чега у седишту општине 673 ст. (17%). Општина је ретко насељена, посебно сеоско подручје.
Национални састав по попису из 2002. године био је:
|           | Број  | Постотак |
| Укупно    | 4.012 | 100%     |
| Македонци | 3.200 | 79,8%    |
| Турци     | 728   | 18,1%    |
| остали    | 84    | 2,1%     |

## Насељена места
У општини постоји 29 насељених места, сва са статусом села:
| - Карбинци - Аргулица - Батање - Вртешка - Голем Габар - Горњи Балван | - Горњи Трогерци - Доњи Балван - Доњи Трогерци - Ебеплија - Јунузлија - Калаузлија | - Кепекчелија - Козјак - Крупиште - Курфалија - Кучилат - Кучица | - Мали Габар - Мичак - Муратлија - Нови Караорман - Оџалија - Припечани | - Прналија - Радање - Руљак - Таринци - Црвуљево |  |